# Monroe Township (comté de Livingston, Missouri)
Pour les articles homonymes, voir Monroe Township.
Monroe Township est un ancien township, situé dans le comté de Livingston, dans le Missouri, aux États-Unis,.
Le township est fondé en février 1839 : il résulte de la division du township de Greene qui donne aussi naissance au township de Green. Il est baptisé en référence à James Monroe, 5e président des États-Unis
.

### Source de la traduction
- (en) Cet article est partiellement ou en totalité issu de l’article de Wikipédia en anglais intitulé « Monroe Township, Livingston County, Missouri » (voir la liste des auteurs).